# 1608 год в науке
В 1608 году произошли различные научные и технологические события, некоторые из которых представлены ниже.

## События
- Голландский оптик Иоанн Липперсгей подал патентную заявку на телескоп. 1608 год традиционно считается годом изобретения телескопа; патент, впрочем, был отклонён, так как приоритет Липперсгея не был общепризнан[1].

## Родились
См. также: Категория:Родившиеся в 1608 году
- 28 января — Джованни Альфонсо Борелли, итальянский учёный, основатель биомеханики (умер в 1679 году).
- 15 октября — Эванджелиста Торричелли, итальянский физик и математик (умер в 1647 году)[2].

## Скончались
См. также: Категория:Умершие в 1608 году
- Конец 1608 или начало 1609 года — Джон Ди, валлийский математик, астроном, алхимик и оккультист, комментатор Евклида и Роберта Рекорда (род. в 1527 году)[3].